# Rukifloden
Ruki (Swahili: Mto Ruki) er en flod i  Demokratiske Republik Congo. Det er en venstre biflod til Congofloden. Det kan ses som den nedre strækning af Busirafloden, som igen kan ses som den nedre rækkevidde af Tshuapafloden.

## Beliggenhed
Ruki er en stor flod i Cuvette Centrale i det centrale Congo-flodbassin. Afvandingsområdet dækker omkring 14.000.000 km2. Afvandingsområdet er næsten udelukkende uberørt lavlandsskov og sumpskov. I 2020 var 248 fiskearter  i 26 familier blevet identificeret. De vigtigste floder er Ruki-Busira, Momboyo-Luilaka, Tshuapa, Lomela og Salonga. Den vigtigste by i flodbassinet er Boende ved Tshuapa, 29 km opstrøms fra, hvor den løber sammen med Lomela for at danne Busira.
Ruki-floden dannes ovenfor Ingende, hvor Momboyo-floden løber sammen med Busirafloden fra venstre og løber i vest-nordvestlig retning. Den kommer ind i Congo fra øst og flyder forbi den nordlige del af byen Mbandaka. Ruki og dens vigtigste biflod Busira kan besejles hele året, da dybden altid er mere end 1  meter og når 2 meter i oversvømmelsesperioden. Højvande er i marts-april og november. Lavvande er i februar og juni-juli.
Selve Ruki er kun 103 km lang og strækker sig nedstrøms fra udmundingen af Momboyo, som er 2 km ovenfor Ingende. Højere oppe kaldes den Busira så langt som til sammenløbet af Tshuapa og Lomela. Busira-delen er 305 km lang, og hele Ruki-Busira-vandvejen er 408 km lang.   Der er fire sejlbare bifloder dere løber ud i Ruki-Busira: Momboyo på 103 km fra dens udmunding, Salonga  lige opstrøms fra Lotoko, og Tshuapa og Lomela. 

## Kolonitiden
Den opdagelsesrejsende, Henry Morton Stanley besøgte regionen og kaldte Ruki for Mohindu-floden. En lokal mand fra Bungata kaldte floden Buruki (Ruki) eller Mohindu, der betyder "sort". Stanley udforskede en strækning på 130 km, og baseret på dens størrelse og rapporter fra lokalbefolkningen anslog han, at den kunne besejles  omkring 1.050 km.
Ruki-floden var lokation for filmen Afrikas dronning med Humphrey Bogart og Katharine Hepburn i hovedrollerne. En artikel fra 1951 i magasinet LIFE beskriver, at tilstrømningen af filmfolk brød "livets kvælende monotoni langs flodens klamme, sygdomsramte kyster". Der blev ryddet  skov for at skabe en "klynge af smagfulde indfødte hytter". Optagelserne tog syv uger.